# Queso flor de Guía
El queso flor de Guía, queso de media flor de Guía y queso de Guía es un tipo de queso elaborado en los municipios de Santa María de Guía, Gáldar y Moya, en la isla canaria de Gran Canaria (Canarias). En 2007 se solicitó su inscripción en el registro comunitario de las denominaciones de origen protegidas, inscripción que tuvo lugar en septiembre de 2010.

## Elaboración

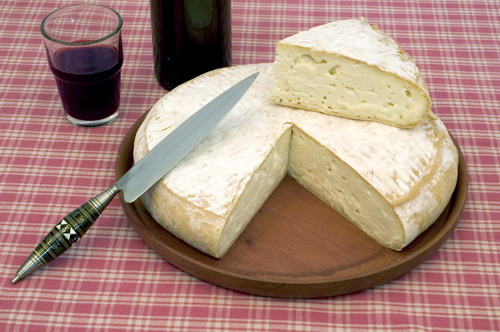
Queso acompañado de cuchillo canario, ambos característicos de la isla.

Este queso se elabora mezclando leche de oveja canaria y de vaca, y presenta una corteza poco consistente de color amarillento y un interior cremoso y graso de sabor ligeramente amargo. Puede también contener parte de leche de cabra.

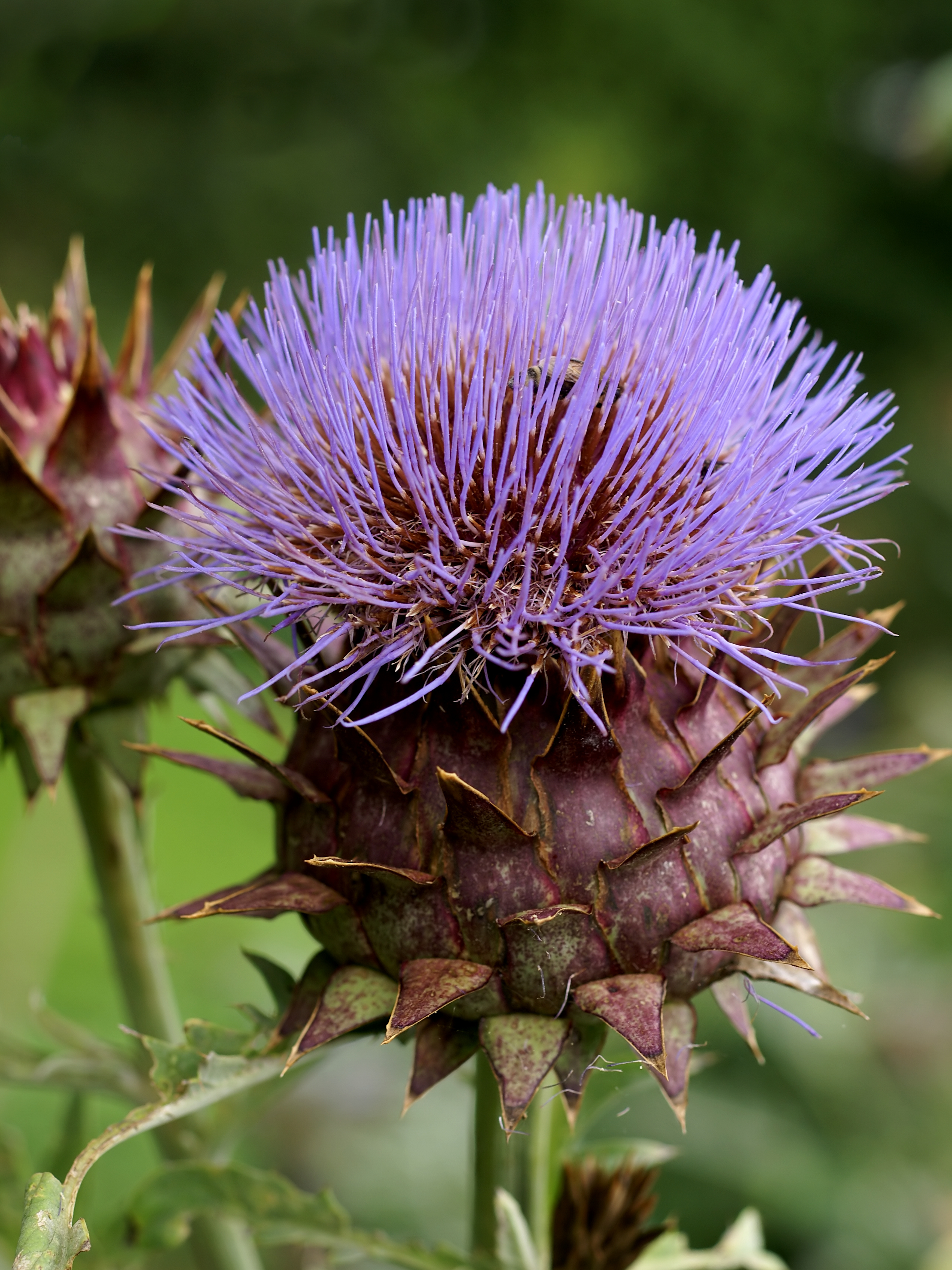
Flor de cardo

El proceso de fermentación o cuajado se realiza mediante la flor del cardo o alcaucil, particularmente se trata de las especies Cynara cardunculus var. ferocísima y Cynara scolymus. El cardo florece en los meses de abril y mayo, se corta su flor y se reserva para que no se seque, utilizándolo en una dosis adecuada para cuajar la leche.
Según el tipo de cuajo empleado en su realización se distingue el queso de flor, que utiliza como cuajo los capullos de la flor del cardo, y el queso de cuajo, que usa para el cuajado de la leche el estómago del baifo (cabrito) o cordero desecado y triturado. El denominado queso de media flor emplea tanto el cuajo como la flor del cardo, lo que le da un sabor más suave.
Las queseras suelen ser de madera de tea, riga, castaño o nogal y la mayoría, en su parte central, están adornadas con dibujos geométricos que sirven como identificación de cada quesería.

## Denominación
El queso de flor de Guía o queso de Guía, aunque se hace en los municipios de Gáldar, Moya y Guía, es conocido por el nombre de esta última localidad porque era donde tradicionalmente los comerciantes y ganaderos vendían el queso, en la Plaza Grande de la misma.